# Heliconius vesta
Heliconius vesta är en fjärilsart som beskrevs av Pieter Cramer 1777. Heliconius vesta ingår i släktet Heliconius och familjen praktfjärilar. Inga underarter finns listade i Catalogue of Life.